# NHK World
NHK World — японський громадський телеканал. За аналогією з BBC World News, DW, France 24 та RT, цей канал має міжнародне охоплення мовлення через супутникові оператори, короткі та середні хвилі, а також в онлайн-форматі та через мобільні програми.
До групи мовлення NHK World, що належить NHK, входять радіостанція NHK World Radio Japan, що мовить у тому числі українською мовою, а також телеканали NHK World TV та NHK World Premium. Більшість програм, що випускаються групою, доступні в онлайн-форматі.

## Програми
Нинішні програми телеканалу:
- Artisan x Designer
- ART TIME-TRAVELLER
- Asia Biz Forecast
- Asia Insight
- ASIA MUSIC NETWORK
- Asia This Week
- ASIAN VOICES
- At Home with Venetia in Kyoto
- BEGIN Japanology
- Booked for Japan
- Ceramic Treasures
- Cool Japan
- Core Kyoto
- DESIGN TALKS
- Document 72 Hours
- Go, Kitchen, Go!
- Great Gear
- GREAT NATURE
- imagine-nation
- Itadakimasu! Dining with the Chef
- J-Architect
- J-FLICKS
- J-Melo
- J-TECH Innovation & Evolution
- Japanology Plus
- journeys in japan
- KABUKI KOOL
- Kawaii International
- Lunch ON!
- Mapping Kyoto Streets
- NHK Newsline
- NHK Documentary
- RISING ARTIST
- Science View
- Seasoning the Seasons
- Side by Side
- Somewhere Street
- SPORTS JAPAN
- TAKESHI Art Beat
- The Creative Woman
- The Mark Of Beauty
- Today's Close Up
- Tokyo Eye
- Tokyo Fashion Express
- TOMORROW beyond 3.11
- WILDLIFE

## Радіо Японії
Радіо Японії NHK World транслює новинні, інформаційні та розважальні програми, присвячені Японії та Азії. Обсяг щоденного мовлення сягає 65 годин.
Радіо Японії представлено двома службами:
- Основна служба веде всесвітнє мовлення японською та англійською мовами.
- Регіональна служба веде мовлення на території різних географічних зон 17 мовами: російською, англійською, арабською, бенгальською, бірманською, в'єтнамською, індонезійською, іспанською, китайською, корейською, перською, португальською, суахілі, тайською, хінді. Обидві служби доступні на короткохвильових частотах, середніх хвилях в України та Європі, а також в онлайні.

## Інтернет-сервіси
Програми NHK World доступні онлайн
- NHK World Архівовано травень 31, 2014 на сайті Wayback Machine.
- Radio Japan Архівовано квітень 5, 2006 на сайті Wayback Machine.
- Japanese Lessons Архівовано червень 5, 2014 на сайті Wayback Machine.

Лише обмежена кількість програм доступна онлайн безкоштовно.